# U 401
U 401 war ein deutsches Unterseeboot des Typs VII C, das im U-Boot-Krieg des Zweiten Weltkriegs durch die Kriegsmarine im Nordatlantik eingesetzt wurde.

## Technische Daten
Die Danziger Werft AG lieferte im Laufe des Zweiten Weltkrieges insgesamt 42 U-Boote  vom Typ VII C und der Modifikation VII C/41 an die Kriegsmarine aus. U 401 war eines von acht VII-C-Booten, die im Jahr 1941 auf dieser Werft gebaut wurden. So ein, wegen der Ausdauer und Einsatzfähigkeit, auch Atlantikboot genanntes U-Boot, war 67 m lang und verdrängte unter Wasser 865 m³. Zwei Dieselmotoren ermöglichten bei Überwasserfahrt eine Geschwindigkeit von 17 kn. Bei der Unterwasserfahrt trieben zwei Elektromotoren das Boot zu einer Geschwindigkeit von 7 kn an. Die Bewaffnung der VII C-Boote bestand bis 1944 aus einer 8,8-cm-Kanone und einer 2-cm-Flak an Deck, sowie vier Bugtorpedorohren und einem Hecktorpedorohr. Üblicherweise führte ein VII C-Boot 14 Torpedos mit sich.

## Kommandant
Gero Zimmermann wurde am 26. Juni 1910 in Berlin geboren, trat 1929 in die Reichsmarine ein und 1939 zum Kapitänleutnant befördert. Er diente bis 1940 als Funktechnischer Offizier und Marinenachrichtenoffizier in Swinemünde und absolvierte bis zum Frühjahr 1941 seine U-Boots- und seine Kommandantenausbildung. Neben einer zweimonatigen Fahrt als Kommandantenschüler auf U 124 war U 401 sein erstes Bordkommando auf einem U-Boot.

## Einsatz und Geschichte
Nach einer relativ kurzen Ausbildungszeit von 90 Tagen brach U 402 am 9. Juli 1941 von Drontheim zu seiner ersten Unternehmung auf. Als Operationsgebiet war der Nordatlantik und insbesondere das Seegebiet westlich von Irland vorgesehen.

### Angriff auf GeleitzugSL 81
Im Geleitzugsystem der Alliierten wurde die Versorgung Großbritannien mit afrikanischen und asiatischen Waren durch Schiffen sichergestellt, die sich vor Sierra Leone zusammenfanden, um von hier aus, an den Kanarischen Inseln und Gibraltar vorbei und westlich um Irland herum in die sogenannten Northern Approaches – also durch den North Channel in die Irische See – zu fahren und Liverpool anzulaufen. Am 2. August meldete Kapitänleutnant Kell, Kommandant von U 204 einen Geleitzug, der,  etwa 900 km westlich von Brest, in nördlicher Richtung lief: SL 81.  Sein Boot gehörte zu einer Gruppe von 12 Booten, die in diesem Seegebiet patrouillierten. 

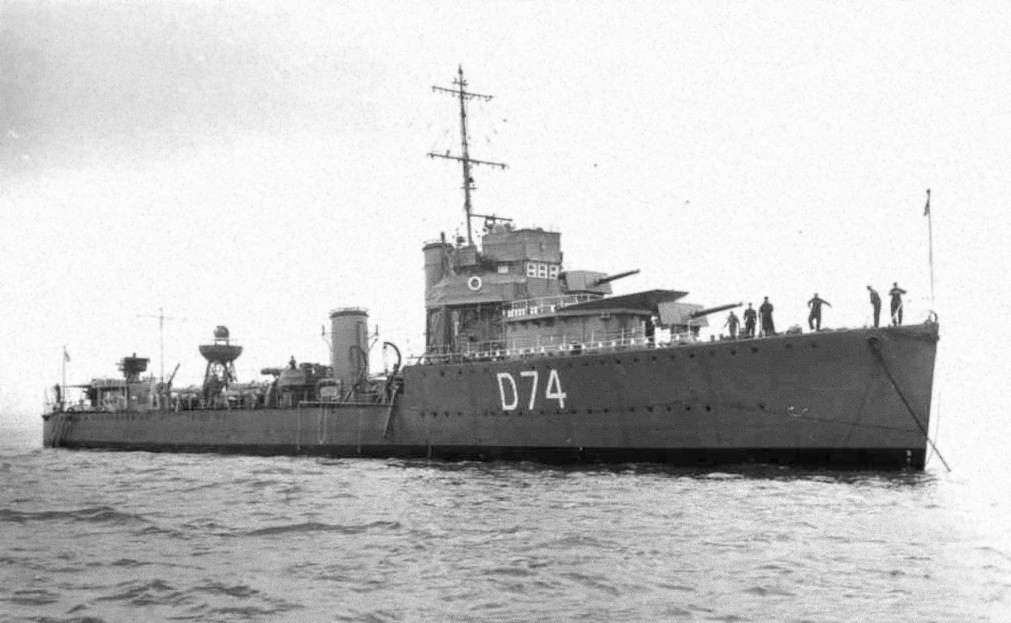
HMS Wanderer
versenkte U 401

Eines der ersten U-Boote, die die von U 204 gemeldete Position erreichten, war U 401. SL 81 war durch einen ungewöhnlich starken Geleitschutz gesichert, der aus zwölf Kriegsschiffen bestand.

### Versenkung
Die britische Korvette Hydrangea und der Zerstörer Wanderer sowie der Zerstörer St. Albans, ein Schiff der US-Navy, das unter norwegischer Flagge fuhr, erfassten U 410 mit Sonar und versenkten das U-Boot durch einen koordinierten Wasserbombenangriff.  Alle 45 Besatzungsmitglieder kamen ums Leben.